# (18785) Betsywelsh
(18785) Betsywelsh (1999 JV48) – planetoida z grupy pasa głównego asteroid okrążająca Słońce w ciągu 3,42 lat w średniej odległości 2,27 j.a. Odkryta 10 maja 1999 roku.